# Triplit
Triplit, auch als Eisenpecherz oder Eisenapatit bekannt, ist ein eher selten vorkommendes Mineral aus der Mineralklasse der „Phosphate, Arsenate und Vanadate“ mit der chemischen Zusammensetzung (Mn,Fe)2[F|PO4] und damit chemisch gesehen ein Mangan-Eisen-Phosphat mit zusätzlichen Fluorionen. Die in den runden Klammern angegebenen Elemente Mangan und Eisen können sich in der Formel jeweils gegenseitig vertreten (Substitution, Diadochie), stehen jedoch immer im selben Mengenverhältnis zu den anderen Bestandteilen des Minerals.
Triplit kristallisiert im monoklinen Kristallsystem und entwickelt meist undurchsichtige, körnige bis massige Aggregate, die an manchen Fundorten Größen von mehreren Metern erreichen. Nur selten finden sich auch durchscheinende, kurzprismatische Kristalle. Die Farbe schwankt zwischen braun bis bräunlichschwarz und lachsrosa.
Triplit bildet eine Mischreihe mit Zwieselit ((Fe,Mn)2[F|PO4]).

## Etymologie und Geschichte
Erstmals gefunden wurde Triplit 1813 bei Chanteloube in der Gemeinde Razès im französischen Département Haute-Vienne und beschrieben durch Hausmann, der das Mineral in Anlehnung an dessen drei Spaltrichtungen nach dem griechischen Wort τριπλόος [tri'ploʔos] für dreifach benannte.

## Klassifikation
In der veralteten 8. Auflage der Mineralsystematik nach Strunz gehörte der Triplit zur Mineralklasse der „Phosphate, Arsenate, Vanadate“ und dort zur Abteilung „Wasserfreie Phosphate, Arsenate und Vanadate mit fremden Anionen“, wo er gemeinsam mit Wagnerit und Zwieselit in der „Triplit-Reihe“ mit der Systemnummer VII/B.03a steht.
In der zuletzt 2018 überarbeiteten Lapis-Systematik nach Stefan Weiß, die formal auf der alten Systematik von Karl Hugo Strunz in der 8. Auflage basiert, erhielt das Mineral die System- und Mineralnummer VII/B.03-040. Dies entspricht der Klasse der „Phosphate, Arsenate und Vanadate“ und dort der Abteilung „Wasserfreie Phosphate, mit fremden Anionen F,Cl,O,OH“, wo Triplit zusammen mit Hydroxylwagnerit, Joosteit, Sarkinit, Staněkit, Triploidit, Wagnerit und Wolfeit eine unbenannte Gruppe mit der Systemnummer VII/B.03 bildet.
Die von der International Mineralogical Association (IMA) zuletzt 2009 aktualisierte 9. Auflage der Strunz’schen Mineralsystematik ordnet den Triplit in die Klasse der „Phosphate, Arsenate und Vanadate“ und dort in die Abteilung „Phosphate usw. mit zusätzlichen Anionen; ohne H2O“ ein. Hier ist das Mineral in der Unterabteilung „Mit ausschließlich mittelgroßen Kationen; (OH usw.) : RO4 ≤ 1 : 1“ zu finden, wo es zusammen mit Hydroxylwagnerit und Zwieselit die „Triplitgruppe“ mit der Systemnummer 8.BB.10 bildet.
In der vorwiegend im englischen Sprachraum gebräuchlichen Systematik der Minerale nach Dana hat Triplit die System- und Mineralnummer 41.06.01.02. Das entspricht der Klasse der „Phosphate, Arsenate und Vanadate“ und dort der Abteilung „Wasserfreie Phosphate etc., mit Hydroxyl oder Halogen“. Hier findet er sich innerhalb der Unterabteilung „Wasserfreie Phosphate etc., mit Hydroxyl oder Halogen mit (A)2(XO4)Zq“ in der „Zwieselitgruppe“, in der auch Zwieselit und Magniotriplit eingeordnet sind.

## Kristallstruktur
Triplit kristallisiert monoklin in der Raumgruppe I2/a (Raumgruppen-Nr. 15, Stellung 7) mit den Gitterparametern a = 12,06 Å; b = 6,45 Å; c = 9,94 Å und β = 107,1° sowie 8 Formeleinheiten pro Elementarzelle.

## Bildung und Fundorte

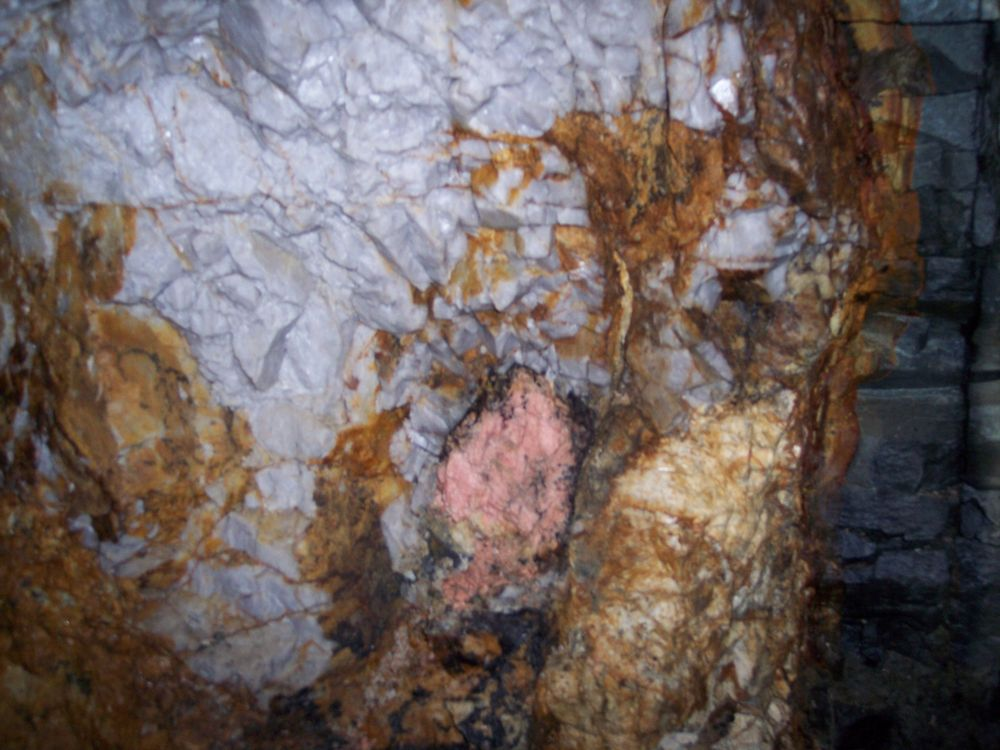
Rosafarbener Triplit umgeben von grauem Quarz. Am rechten Bildrand ist schwarzer Diabas-Gang neben cremefarbenem Albit

Triplit bildet sich als Primär-Phosphat-Mineral in Graniten oder Pegmatiten, kann aber auch durch hydrothermale Vorgänge in Greisen und Quarz-Gängen entstehen. Begleitminerale sind unter anderem Albit, Apatit, Lithiophilit, Phosphosiderit, Pyrit, Quarz, Sphalerit, Triphylin, Triploidit, Turmalin, Vivianit, Wolfeit sowie Erzminerale wie Spodumen, Amblygonit, Kassiterit und Tantalit-(Mn).
Weltweit konnte Triplit bisher (Stand: 2010) an rund 120 Fundorten nachgewiesen werden, so unter anderem in den Staaten bzw. Regionen Argentinien, Australien, Bolivien, Brasilien, China, Deutschland, Finnland, Frankreich, Italien, Kanada, Madagaskar, Mosambik, Namibia, Nordkorea, Norwegen, Österreich, Pakistan, Polen, Portugal, Ruanda, Russland, Schweden, Schweiz, Simbabwe, Südafrika, Tschechien, Vereinigtes Königreich (Großbritannien), Vereinigte Staaten (USA).
Bekannt für seine metergroßen, massigen Triplitaggregate ist vor allem die Region Karibib in Namibia.

## Verwendung

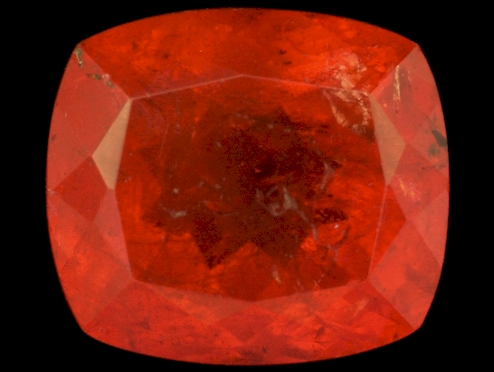
Lachsroter Triplit im „Ceylon“-Schliff

Triplit kommt für eine kommerzielle Nutzung als Schmuckstein zu selten in entsprechender Qualität vor, wird aber gelegentlich in verschiedenen Facettenschliffen angeboten und hat so vor allem unter Sammlern einen besonderen Wert als Rarität.